# 423-й гвардейский мотострелковый полк
423-й гвардейский мотострелковый Ямпольский Краснознамённый, орденов Суворова и Кутузова полк — мотострелковый полк, находящийся в составе 4-й гвардейской танковой Кантемировской дивизии.

## История
31-я мотострелковая бригада была сформирована в июне 1942 года и включена в состав 17-го танкового корпуса.
2 июля 1942 оборонялась на станции Горшечное совместно со 102-й танковой бригадой. В ходе удара с северо-востока частей дивизии «Великая Германия» 2 июля была разгромлена, материальная часть утеряна. Ночью остатки личного состава отошли на Богородицкое.
3 января 1943 года бригада была переименована в 3-ю гвардейскую мотострелковую бригаду.
В течение трёх лет участия в Великой Отечественной войне с немецко-фашистскими захватчиками бригада прошла славный путь от Дона до Эльбы, от Воронежа до стен Праги, нанося большой ущерб противнику в живой силе и технике.
За мужество и героизм звания Героя Советского Союза удостоились — 19 человек, двое военнослужащих стали дважды Героями.
К окончанию войны полное наименование соединения было следующим: 3-я гвардейская мотострелковая Ямпольская Краснознамённая, орденов Суворова и Кутузова бригада.
После войны в 1945 году бригада была переформирована в 3-й гвардейский мотострелковый полк (в/ч 18938). В мае 1953 года переформирован в 119-й механизированный полк.
С 11 сентября 1945 г. место постоянной дислокации полка — г. Наро-Фоминск, Московской области.
5 мая 1957 г. полк переименован в 423-й гвардейский мотострелковый полк.
Полк воспитал 12 командиров дивизий, 2 заместителей министра обороны.
С 11 сентября 1999 по 28 марта 2000 г. полковая тактическая группа полка выполняла задачи по наведению конституционного порядка на территории Чеченской Республике.
Полк участвовал в штурме Грозного, в боях за село Комсомольское. Потери полка составили 27 человек.
В 2000, 2001, 2002 годах полк признавался лучшей частью в Московском военном округе.
21 июня часть отмечает ежегодный праздник формирования полка.
В 2009 году полк был расформирован в ходе реформы Вооружённых сил РФ.
Полк был возрождён после воссоздания в 2013 году 4-й гвардейской танковой дивизии в соответствии с Указом Президента Российской Федерации от 5 апреля 2013 года № 326.
В 2022 полк был задействован во вторжении России на Украину. Осенью полк пополнили мобилизованными. 19 человек мобилизованных, попавших под обстрел под Сватово и отказавшихся возвращаться на фронт, посадили в подвал в Зайцево Луганской области.

## Организационно-штатная структура
2008 год
- управление полка
- 1-й мотострелковый батальон
- 2-й мотострелковый батальон
- 3-й мотострелковый батальон
- гаубичный самоходный артиллерийский дивизион
- зенитный ракетный дивизион
- танковая рота
- разведывательная рота
- инженерно-сапёрная рота
- рота материального обеспечения
- рота связи
- полковой медицинский пункт
- комендантский взвод
- миномётная батарея
- ремонтная рота

2018 год
- управление полка (4 БТР-80)
- 1-й мотострелковый батальон (34 БМП-2)
- 2-й мотострелковый батальон (34 БМП-2)
- 3-й мотострелковый батальон (34 БМП-2)
- танковый батальон (31 Т-80БВ)
- гаубичный артиллерийский дивизион (18 2С19 и 6 БМ-21)
- зенитная ракетная батарея (4 Стрела-10 и 4 2С6)
- разведывательная рота
- миномётная батарея (8 2С12)
- рота снайперов
- инженерно-сапёрная рота
- рота материального обеспечения
- медицинская рота
- комендантская рота
- рота управления
- ремонтная рота
- взвод военной полиции
- взвод радиационной, химической и биологической защиты